# ŠK Rama
ŠK Rama – bośniacko-hercegowiński klub szachowy z siedzibą w Prozorze.

## Historia
Klub został założony w 1997 roku pod nazwą HŠK Napredak, a jego pierwszym prezesem był Mato Grbeš. Pierwszym zorganizowanym przez klub wydarzeniem była symultana z udziałem Vitomira Arapovicia. W 2003 roku klub zadebiutował w Premijer lidze, zajmując wówczas czwarte miejsce. W sezonie 2005 zespół był piąty w lidze, natomiast w kolejnym roku zdobył wicemistrzostwo, kończąc rozgrywki jedynie za Bosną Sarajewo. W skład drużyny wchodzili wówczas m.in. Bogdan Lalić, Dragiša Blagojević, Robert Zelčić i Milan Draško. W 2007 roku zespół wycofał się z Premijer ligi. W 2010 roku w ramach klubu rozpoczęła działalność szkoła szachowa.